# An Interview with God
An Interview with God ist ein theologisch-philosophisches US-amerikanisches Drama von Regisseur Perry Lang aus dem Jahr 2018. In Deutschland erschien der Film im April 2019 auf DVD und im Jahr 2020 u. a. auf Prime Video.

## Handlung
Der Reporter Paul Asher ist in einer Lebenskrise – nach einem Einsatz als Kriegsberichterstatter in Afghanistan und auf Grund einer zerrütteten Ehe ist der früher gläubige Christ resigniert. Auch seine Unterstützungsversuche für den schwer traumatisierten Veteranen Matt belasten ihn sehr.
In dieser Situation stürzt sich Paul in ein besonderes Interview, das er mit einem Mann führt, der behauptet Gott zu sein. In drei kurzen Sitzungen – so will es der sehr gebildet und entgegenkommend auftretende Gesprächspartner – soll Paul seinen Artikel verfassen. Der Journalist nimmt die Aufgabe ernst und lässt sich zunehmend auf religions-philosophische Diskussionen ein.
In der ersten Sitzung an einem Schachtisch in einem öffentlichen Park beeindruckt der Interviewpartner Paul mit tiefem Wissen über dessen Werdegang und spricht ihn auch direkt auf die aktuelle Situation seiner Ehe an. Er beantwortet eine Reihe von theologischen Fragen sehr tiefgründig und löst eine zufällig genannte Rechenaufgabe (2427 multipliziert mit 648) ohne jegliches Zögern korrekt. Am Ende des Interviews erklärt er Paul, dass er eigentlich gekommen sei, um diesem zu helfen.
Paul fährt verwirrt in sein Büro des The Herald, wo sein Chef Gary ihn auffordert, weniger zu arbeiten, um die Erlebnisse aus der Zeit in Afghanistan zu verarbeiten. Gary will Paul bei der Suche nach Unterstützung für Matt helfen und findet die Idee, ein Interview mit Gott zu führen, großartig und stellt Paul eine besondere Platzierung in der Printausgabe des Heralds in Aussicht.
In der von seiner Frau verlassenen Wohnung versucht Paul das Erlebte zu verarbeiten. Er reagiert zunehmend paranoid und verletzt sich selbst dabei.
Am folgenden Tag wird Paul in der zweiten Sitzung von seinem Gegenüber mit Fragen zur Religion, aber auch seiner Ehe bedrängt und wird zunehmend selbst zum Mittelpunkt des Gesprächs. Er erfährt, dass sein Tod bevorsteht und er durch seine Gebete Gott herbeigerufen hat, um Erlösung zu erlangen.
Zurück im Büro trifft Paul seine Schwägerin, die mit ihm über den für die Trennung ursächlichen Seitensprung seiner Frau spricht und wird von seinem Chef zu den Eheproblemen konfrontiert, der sich sehr verständnisvoll zeigt, gleichzeitig aber auch Druck ausübt, das Interview abzuschließen. Bei der Weitergabe eines Kontakts für Matt bittet Paul diesen, ein Foto seines Interview-Partners nachrichtendienstlich zu prüfen.
Am dritten Tag des Interviews trifft sich Paul mit dem mysteriösen Gesprächspartner in einem Bürogebäude und diskutiert aufgebracht mit diesem über grundsätzliche Fragen des Glaubens an Gott und die Erlösung sowie die Auswirkungen daraus auf Paul selbst.
Als Paul das Interview abbricht, erhält er eine Nachricht von Matt, der herausgefunden hat, dass Pauls Interviewpartner bereits vor zwölf Jahren gestorben ist. Eine zufällig vorbeikommende Büroangestellte kann auch den Interviewraum nicht öffnen, während Paul ihn problemlos betreten kann. Bevor er spurlos verschwindet, eröffnet Gott gegenüber Paul, dass er gekommen ist, um diesem in seiner Hoffnungslosigkeit zu helfen und ihn vom Selbstmord abzuhalten.
Obwohl Pauls Fahrrad gestohlen wurde, wandert er positiv gestimmt nach Hause und erfährt von Matt, dass diesem bei der Überwindung seines Traumas endlich geholfen wird. Zuhause angekommen trifft Paul seine Frau und schafft es, wieder einen Zugang zu ihr zu bekommen. Er erkennt, dass er durch das Interview seinen Glauben an Gott wiedergefunden hat.

## Kritiken
Katrin Zywek und Tom Wimmer fanden auf Kino&Co: „Hollywood-Altmeister David Strathairn und ,Maleficent‘-Prinz Brenton Thwaites liefern einen neuen Blickwinkel auf Glaubensfragen und Spiritualität.“
Jörn Schumacher schreibt auf pro Medienmagazin: „Ein Film, der Spaß macht, Tiefe hat und wegen exzellenter schauspielerischer Leistung ein Genuss ist.“